# ハーロー・シャプレー
ハーロー・シャプレー（Harlow Shapley、1885年11月2日 - 1972年10月20日）は、アメリカ合衆国の天文学者。"ハーロウ・シャプリー"という表記もある。天文学と並行して、アリ学の研究も行った。

## 生涯
ミズーリ州ナッシュヴィル（Nashville）に、農家の息子として生まれる。一度学校を中退した後に独学で高校に入学・卒業し、1907年にミズーリ大学コロンビア校へ進学。彼は本来はジャーナリズムを学ぶつもりだったが、学科が一年延期されていたために、学科のリストの最初のものを専攻することにした。だが、考古学（Archeology）が発音できなかったため、二番目の天文学（Astronomy）をシャプレーは選んだ。
卒業後、シャプレーはプリンストン大学へ進み、ヘンリー・ノリス・ラッセルの元で学ぶ。1914年、シャプレーは「セファイド変光星は1個の星が脈動していることによって変光する」とする「脈動説」を提唱した。このシャプレーの説は、のちにアーサー・エディントンらによって理論的に証明され、定説となった。1918年には、ヘンリエッタ・スワン・リービットやアイナー・ヘルツシュプルングの先行研究を元に、セファイド変光星の変光周期と光度の観測から球状星団までの距離を測定する方法を考案。数十個の球状星団の距離を決定してその分布図を描き、「太陽が銀河系の中心ではない」モデル（シャプレーの銀河系モデル）を描く。1921年から1952年までハーバード大学天文台の所長を務めた。1932年、シャプレーはアデレード・エイムズ(Adelaide Ames)とともに、銀河研究の基礎的データを提供するために全天を写真観測し、13等級よりも明るい銀河1,249個の明るさ、大きさ、型などのカタログ（シャプレー・エイムズカタログ）を作成した。 第二次世界大戦後は、ユネスコの設立に尽力した。シャプレーは、1972年にコロラド州ボルダーで死去した。

## 大論争
1920年4月26日、シャプレーはアメリカ国立科学院においてヒーバー・ダウスト・カーチスを相手に、『宇宙の大きさ』と題する公開討論会 を行った（この討論は天文学者にとっては影響が大きく、「大論争（The Great Debate）」あるいは「シャプレー・カーチス論争」と呼ばれるようになった）。このときシャプレーは、「我々の銀河系の大きさは直径約30万光年程度で、渦巻星雲は球状星団と同じように銀河系内にある」との説を立て、対するカーチスは、「銀河系の大きさは直径約2万光年程度で、渦巻星雲は我々の銀河系と同じような他の銀河である」との説を主張した。この論争はこの場では決着がつかず、結局、1924年にハッブルがアンドロメダ銀河の中に2つの変光星を発見し、アンドロメダ銀河までの距離を約100万光年と計算するまで続いた。

## 賞歴
- ヘンリー・ドレイパー・メダル (1926年)
- ジュール・ジャンサン賞 (1933年)
- 王立天文学会ゴールドメダル (1934年)
- ブルース・メダル (1939年)
- ピウス11世メダル (1942年)
- ヘンリー・ノリス・ラッセル講師職 (1950年)

## エポニム
- シャプレー・クレーター - 月面
- 小惑星(1123)シャプレヤ[4]
- シャプレー超銀河団
- アメリカ天文学協会のHarlow Shapley Visiting Lectureships In Astronomy
- 小惑星(878)ミルドレッド - 彼の娘にちなんで命名